# Skanderborg
Skanderborg anhörenⓘ (deutsch veraltet Schanderburg), eine dänische Stadt, befindet sich in Ost-Jütland zwischen Horsens im Süden und Aarhus im Norden am Skanderborgsee.

## Geographie
Die Geländetopographie Skanderborgs wird von der späteiszeitlichen Moränenlandschaft Jütlands bestimmt. Kleine Seen und teils bewaldete Hügel säumen die Ortsteile. Im südlichen Teil der Gemeinde befinden sich die höchste bzw. dritthöchste natürliche Erhebung Dänemarks, Møllehøj (170,86 m über NN) und Ejer Bavnehøj (170,35 m), westlich in der Gemeinde liegt der Himmelbjerget (147 m). In der Nachbargemeinde Horsens befindet sich der Yding Skovhøj (170,77 m). Im nahen Auental Illerup Ådal befindet sich nach der Überlieferung ein Opferplatz aus vorchristlicher Zeit.

## Geschichte
In der Nähe befindet sich die Fundplätze Ringkloster aus dem Mesolithikum sowie Alken Enge und Illerup Ådal aus der Eisenzeit und die Runensteine von Sønder Vissing.
Die dänische Reichschronik erwähnt, das der Dänenkönig Waldemar IV. im Winter 1340 in der Nähe Skanderborgs mit seinem Heer die aufständischen Jütländer um Niels Ebbesen geschlagen hat, Ebbesen wurde in der Schlacht getötet.
Schon im Jahr 1166 hatte eine Gruppe Zisterziensermönche vom Kloster Vitskøl das Klosterstiftes Øm auf der Insel Den kære Ø (die liebe Insel) gegründet. Eine Kirche und mehrere massive Wohn- und Speichergebäude aus Feldsteinen und Ziegeln wurden und mit Ringmauer mit Torturm, Palisaden und Gräben umgeben. Die Trockenlegung von Wiesen und Rodung schuf eine landwirtschaftliche Grundlage, die bald Bauern aus umliegenden Orten bewirtschafteten. Das Kloster bestand bis zur Reformation im Jahr 1536, Jens – der letzte Abt – übergab 1560 den stattlichen Landbesitz sowie die Kirche und das Schlafhaus von Emsborg, ... an seinen Landesherren, König Frederik II. Aus den Klostergebäuden und der nun leerstehenden Kirche ließ der König ein kastellartiges Schlossgebäude errichten.
Der Ort Skanderborg hatte sich in der Nähe des Klosters zu einer Handwerker- und Handelssiedlung entwickelt. Frederik II. verlieh ihr 1583 die Stadtrechte und vollendete das Schloss.
Christian IV. wurde hier mit der Schifffahrt vertraut gemacht und Friedrich IV. heiratete hier Sophie Reventlow.
Im Rahmen einer neuen Strukturreform schlossen sich am 1. Januar 2007 die Gemeinden Galten, Hørning und Ry mit Skanderborg (1970–2006; 143,2 km²) zusammen. Das Gesamtgebiet der neuen Skanderborg Kommune beträgt jetzt 436,1 km².
Entwicklung der Einwohnerzahl (jeweils 1. Januar):
- 1976: 10.350
- 1981: 11.094
- 1986: 11.286
- 1989: 11.350
- 1990: 11.371
- 1992: 11.470
- 1994: 11.633
- 1996: 11.787
- 1997: 11.948
- 1998: 12.067
- 1999: 12.380
- 2000: 12.510
- 2001: 12.688
- 2002: 12.974
- 2003: 13.112
- 2004: 13.197
- 2006: 13.423
- 2007: 13.520
- 2008: 13.864
- 2009: 14.072
- 2010: 14.349

Seit 1993 besteht eine Städtepartnerschaft mit der deutschen Stadt Eisenach.

## Verkehr
Skanderborg wird sowohl durch die Bahnstrecke Fredericia–Aarhus als auch durch die jütländische Nord-Süd-Autobahn (E45), deren Fortsetzung die deutsche A 7 ist, erschlossen. Die Fläche der Stadt Skanderborg beträgt 143,2 km².

## Kultur und Sehenswürdigkeiten
Seit 1980 wird jährlich in einem Wald nahe Skanderborg die Musikveranstaltung „Skanderborg Festival“ abgehalten. Es ist bekannt als „Dänemarks schönstes Fest“.
Unweit in der Kirche des Ortes liegen die Runensteine von Sønder Vissing. Südlich des Ortskerns, nahe dem See, befindet sich das Bunkermuseum in einem ehemaligen Befehlsbunker der deutschen Luftwaffe.

## Persönlichkeiten
- Prinzessin Anna von Dänemark (1574–1619), Ehefrau von Jakob I., Königin von England, Schottland und Irland
- Carl Rosenberg (1829–1885), Publizist und Historiker
- Alma Fahlstrøm (1863–1946), Schauspielerin, Regisseurin, Pianistin und Theatermanagerin
- C. F. Møller (1898–1988), Architekt
- Uffe Elbæk (* 1954), Politiker
- Poul Erik Tøjner (* 1958), Museumsdirektor und Kunstkritiker
- Johanne Louise Schmidt (* 1983), Schauspielerin
- Kasper Irming Andersen (* 1986), Handballspieler
- André Steensen (* 1987), Radrennfahrer
- Mads Emil Madsen (* 1998), Fußballspieler
- Anna Kristensen (* 2000), Handballspielerin

## Galerie

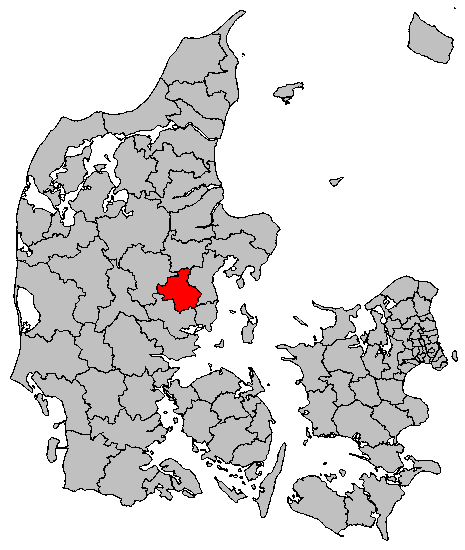
Skanderborg Gemeinde (2007-)
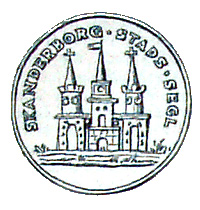
Siegel von Skanderborg (von J.Th Hansen 1848–1912)
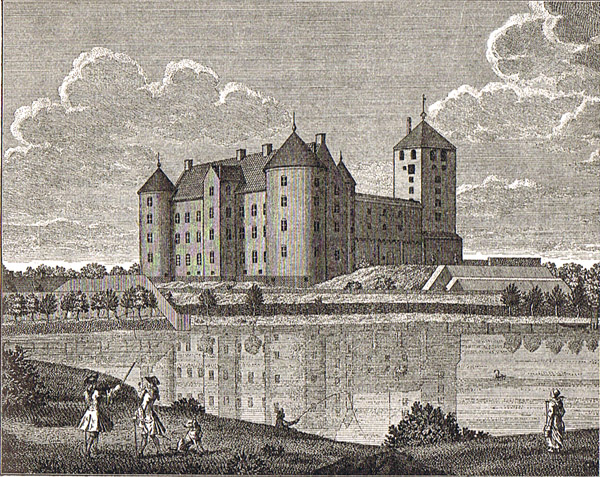
Skanderborg Schloss (Laurids de Thurah)